# Mariano García (músico)
Mariano García (San Miguel de Tucumán, 1980) es un cantautor y músico experimental argentino conocido por su estilo único que combina su estilo vocal íntimo y elegante con la innovación sonora de la electrónica y la experimentación. A lo largo de su carrera, ha explorado diversas sonoridades y ha sido parte de la escena musical alternativa de Tucumán.

## Biografía
Mariano García comenzó su carrera musical a mediados de la década de 1990, participando en diversas bandas locales de corta duración pero gran impacto en la escena underground tucumana. Fue miembro del ensamble de música experimental Águilas Panamericanas de Oro, donde desarrolló su interés por la improvisación y la experimentación sonora.
En 2001, García inició su carrera como solista bajo los pseudónimos Audaz B y A. Z. Bicicróss. Hacia 2005, se trasladó a Buenos Aires, donde compartió escenario con artistas como Juana Chang, Francisco Bochatón, Javi Punga y otros. Sin embargo, su carrera en solitario fue afectada por viajes y mudanzas vinculados a su desarrollo profesional como diseñador, lo que limitó sus posibilidades de trabajar y presentar su música de manera constante.
En 2014, García lanzó su primer material de estudio, un EP titulado ¿Qué voy a hacer con vos?. Con la llegada de la pandemia, regresó a sus composiciones y comenzó a grabar nuevamente, enfocándose en canciones de amor, alienación y realidad cotidiana, utilizando sintetizadores y guitarras de manera experimental.
En 2022, presentó el sencillo Tucumán, una adaptación de la canción Sugar Town de Nancy Sinatra, en la que rinde homenaje a su ciudad natal. La canción fue grabada con sintetizadores analógicos, instrumentos virtuales y guitarras interpretadas por Patricio García. El lanzamiento fue acompañado de un videoclip que muestra paisajes de Tucumán y forma parte de una serie titulada Tucumán-Buenos Aires. El videoclip recibió amplia difusión en medios locales y fue descrito como un viaje sensorial por el corazón de la provincia.

## Honores y premios
Mariano García ha trabajado en videoclips junto a reconocidos directores como Joaquín Wall y Álvaro Simón Padrós, colaboraciones que le han valido múltiples premios y menciones. Ha participado en cinco ediciones del Festiclip, festival de videoclips de La Plata, y recibió una mención especial en la edición 18 de Tucumán Cine por el videoclip de la canción Tucumán.

## Discografía
- ¿Qué voy a hacer con vos? (EP, 2014)
- Tucumán (Sencillo, 2022)
- La Tierra (Sencillo, 2021)
- Twist del Italpark (Sencillo, 2020)
- Buenos Aires (Sencillo, 2023)
- Cuando todo termine al fin (Sencillo, 2025)